# سيبربنك 2020
سيبربنك (بالإنجليزية: Cyberpunk 2020)‏ هي لعبة فيديو والنسخة الثانية للعبة سيبربنك، وهي لعبة تقمص أدوار من تأليف مايك بوندسميث، ومنشورة من قبل شركة أر تالسوريان غيمز في سنة 1988، وتم إطلاقها في سنة 1990، تدور أحداث اللعبة في سنة 2020 بينما كانت تدور في النسخة الأولى في سنة 2013.